# Epidiaskop

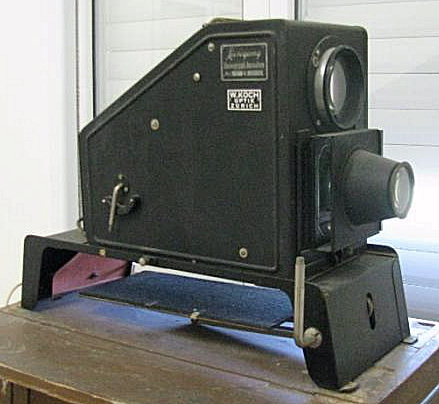
Wczesny projekt epidiaskopu

Epidiaskop (gr. επι – na + διασκοπεω – patrzę przez) − urządzenie projekcyjne służące do wyświetlania obrazów statycznych (nieruchomych) na ścianie lub typowym białym ekranie projekcyjnym, będące połączeniem episkopu i diaskopu, czyli umożliwiające prezentację w powiększeniu materiałów oświetlonych światłem odbitym lub przechodzącym.
Epidiaskop należy do sprzętu biurowego lub dydaktycznego; jest obecnie wypierany przez projektory komputerowe, umożliwiające emitowanie na ekran obrazów nieruchomych lub ruchomych bezpośrednio z komputera, w zastępstwie wyświetlania ich na monitorze komputerowym.
Istnieją również rozwiązania wykorzystujące matryce LCD umożliwiające projekcję obrazu z komputera za pomocą epidiaskopu na dużą płaszczyznę, zastępując projektor multimedialny. Mają one jednak mocno ograniczoną liczbę użytkowników z racji znacznie mniejszego światła projekcji w stosunku do coraz tańszych projektorów multimedialnych.